# Ana Carol
Ana Carolina Días de Almeida Sampaio (Rio de Janeiro, 21 de agosto de 1990), mais conhecida como Ana Carol, é uma jogadora de futebol brasileira que atuou pelo Sporting de Huelva.

## Carreira
Já passou por Viana, Vasco da Gama, Botafogo e Flamengo. Quando esteve no flamengo ganhou dois campeonatos cariocas e um brasileirão.